# Jorge Gallegos
Jorge Alfonso Gallegos Vizcaino (* 30. März 1979 in Cayambe) ist ein ehemaliger ecuadorianischer Radrennfahrer.
Jorge Gallegos gewann 2004 eine Etappe beim Doble Copacabana Grand Prix Fides und war 2005 auf einem Teilstück der Vuelta a la Independencia Nacional erfolgreich. In der Saison 2007 gewann Gallegos eine Etappe beim Festival Olimpico, und er wurde Zweiter im Straßenrennen der ecuadorianischen Meisterschaft. 2007 gewann er jeweils eine Etappe bei der Vuelta a Guatemala und bei der Vuelta a Ecuador, wo er auch Gesamtzweiter wurde.

## Erfolge
2004
- eine Etappe Doble Copacabana Grand Prix Fides

2005
- eine Etappe Vuelta a la Independencia Nacional

2007
- eine Etappe Vuelta a Guatemala
- eine Etappe Vuelta a Ecuador

## Teams
- 2013 RPM Ecuador